# Squadron Officer School

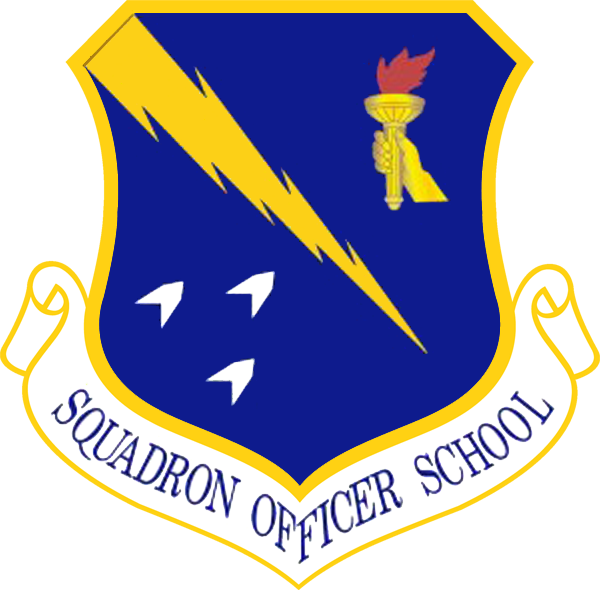
Squadron Officer School

La Squadron Officer School (SOS) est une formation militaire d'une durée de quelques semaines destinée aux captains de l'armée de l'air américaine, aux équivalents du département de la force aérienne civile (DAFC) et aux officiers internationaux.
Fondée en 1954, la SOS est basée à la base aérienne Maxwell en Alabama.
La SOS est une composante de l'Air University.